# Nico Haak en de Paniekzaaiers
Nico Haak en de Paniekzaaiers was een Nederlandse muziekgroep rond zanger Nico Haak die bestond van 1971 tot 1976. In dat jaar ging Haak solo en werden de Paniekzaaiers ontbonden. De groep is vooral bekend van de hit Foxie Foxtrot uit 1975.

## Biografie
Nico Haak en de Paniekzaaiers ontstond toen Martin Stoelinga, de manager van de Delftse band After Tea, Nico Haak in contact bracht met Polle Eduard, de gitarist van After Tea. Haak was gestopt als autospuiter en wilde graag een carrière in de amusementswereld en vroeg of Eduard een Nederlandstalig nummer voor hem kon schrijven. Eduard schreef normaal gesproken in het Engels, maar zijn band had in 1968 een hit gehad met een parodie op De Heikrekels: Moest dat nou, wat ze uitgebracht hadden als De Martino's. Eduard had dat nummer geschreven onder het pseudoniem A. Lopikerwaard en onder diezelfde naam schreef hij Ik zou zo graag in mijn leven (wel 's wat willen beleven). Rond Haak werd een begeleidingsband gevormd van muzikanten uit Delft en Den Haag en onder de naam Nico Haak en de Paniekzaaiers werd het nummer op single uitgebracht. Hoewel ze er geen succes mee hadden, bleven Haak en Eduard samen schrijven. In 1971 gingen ze met hun demo naar platenmaatschappij Red Bullet en wisten daar Willem van Kooten, Freddy Haayen en Peter Koelewijn enthousiast te krijgen voor hun werk. Met Koelewijn als producer werd eind 1971 Het whiskylied [sic] opgenomen onder de naam De Paniekzaaiers. Het nummer werd een bescheiden hit in de Nederlandse Top 40. De opvolgers Zeg me en Tango Johnny haalden vergelijkbare successen. Onder de naam Panikmacher werd voor de Duitse markt Het whiskylied als Whisky Lied uitgebracht, maar bleef daar onopgemerkt.
Eind 1973 wisten Nico Haak en de Paniekzaaiers door te breken met het nummer Joekelille. Dit nummer was aanvankelijk Joekelulle getiteld, maar de directeur van Philips, op wiens Fontana-label het nummer werd uitgebracht, vond dit geen goed idee. Het nummer bereikte de zevende plaats in de top 40. Het jaar daarop volgden de hits Honkie-tonkie pianissie en Sokkies stoppen. Zijn grootste hit volgde in 1975. Dat jaar haalde Foxie Foxtrot de vierde plaats in de top 40. Ook met de Duitse vertaling Schmidtchen Schleicher werd de vierde plaats in Duitsland gehaald. Daar wordt het nummer onder alleen de naam Nico Haak uitgebracht, hoewel hij tijdens optredens in het land wel werd begeleid door de Paniekzaaiers. In Duitsland zou Schmidtchen Sleicher zijn enige grote succes blijven. Als opvolger werd daar de tongbreker Fischers Fritz fischt frische Fische op muziek van Honkie-tonkie pianissie gezet, maar die single wist niet verder te komen dan de onderste tien plaatsen van de Musikmarkt Top 50.
In Nederland volgden nog de singles Doedelzakke-pakkie, Laame damma doen en Moe zijn (een cover van Music, music, music van Teresa Brewer). Van Doedelzakke-pakkie bereikte de Duitse versie Unter dem Schottenrock ist gar nichts de achttiende plaats in de Duitse hitparade. Na Moe zijn ging Nico Haak alleen door onder zijn eigen naam en werden de Paniekzaaiers ontbonden. Solo heeft Haak nog enkele hits, waarvan Is je moeder niet thuis uit 1978 de grootste werd. Op 13 november 1990 overleed hij op 51-jarige leeftijd onverwacht aan een hartaanval.

## Bezetting
- Nico Haak
- Jan Eland
- Aad Eland
- Karel Schouten
- Hennie Asman

## Discografie

### Singles
| Single met eventuele hitnotering(en) in de Nederlandse Top 40     | Datum van verschijnen | Datum van binnenkomst | Hoogste positie | Aantal weken | Opmerkingen                                   |
| ----------------------------------------------------------------- | --------------------- | --------------------- | --------------- | ------------ | --------------------------------------------- |
| Het whiskeylied                                                   | 1971                  | 15-01-1972            | 26              | 4            | Nr. 29 in de Daverende Dertig                 |
| Zeg me                                                            | 1972                  | 25-03-1972            | tip26           | -            |                                               |
| Tango Johnny                                                      | 1972                  | 26-08-1972            | 26              | 4            |                                               |
| Joekelille                                                        | 1973                  | 17-11-1973            | 7               | 10           | Nr. 7 in de Daverende Dertig / Alarmschijf    |
| Honkie-tonkie pianissie                                           | 1974                  | 27-07-1974            | 11              | 10           | Nr. 9 in de Nationale Hitparade               |
| Sokkies stoppen, schoentjes poetsen, dasjes goed en kijk goed uit | 1974                  | 16-11-1974            | 24              | 5            | Nr. 22 in de Nationale Hitparade              |
| Foxie foxtrot                                                     | 1975                  | 05-04-1975            | 4               | 9            | Nr. 4 in de Nationale Hitparade               |
| Doedelzakke-pakkie                                                | 1975                  | 23-08-1975            | 10              | 4            | Nr. 9 in de Nationale Hitparade / Alarmschijf |
| Laame damma doen                                                  | 1976                  | 07-02-1976            | 19              | 5            | Nr. 12 in de Nationale Hitparade              |
| Moe zijn                                                          | 1976                  | 21-08-1976            | 11              | 6            | Nr. 15 in de Nationale Hitparade              |

| Single met hitnotering(en) in de Vlaamse Ultratop 50 | Datum van verschijnen | Datum van binnenkomst | Hoogste positie | Aantal weken | Opmerkingen      |
| ---------------------------------------------------- | --------------------- | --------------------- | --------------- | ------------ | ---------------- |
| Foxie foxtrot                                        | 1975                  | 03-05-1975            | 11              | 7            | in de BRT Top 30 |